# Jade (commune)
Pour les articles homonymes, voir Jade (homonymie).
Jade est une commune du Land de Basse-Saxe en Allemagne, dans l'arrondissement de Wesermarsch.

## Géographie
La commune de Jade se situe à l'ouest de l'arrondissement de Wesermarsch, à 25 km au nord d'Oldenbourg, en bordure de la baie de Jade et du fleuve Jade à laquelle la commune doit son nom.

## Personnalités liées à la ville
- Gerhard Ahlhorn (1815-1906), homme politique né et mort à Jade.
- Fritz Diekmann (1897-1970), géomètre né à Diekmannhausen.
- Wilhelm Büsing, (1921-), cavalier né à Jade.

## Jumelages
- Bakonynána (Hongrie) depuis 2001